# Manon Alving
Manon Ida Elisabeth (Manon) Alving (Amsterdam, 4 april 1923 - Frieschepalen, 7 augustus 2010) was een Nederlands actrice.
Alving was leerling van de toneelschool in Amsterdam van 1945 tot 1948. Ze debuteerde bij het Rotterdams Toneel als Miranda in De storm van William Shakespeare. Ze bleef tot op hoge leeftijd actief, vooral op televisie.
Ze was gehuwd met de acteur Jaap Maarleveld. Met hem richtte ze in 1966 de Noorder Compagnie op, de voorloper van het Noord-Nederlands Toneel.

## Rollen
- De erfgename (tv-spel) - Catherine Sloper (1959)
- De Vier dochters Bennet - Charlotte Lucas (1961)
- Dokter Pulder zaait papavers - Mevrouw Van Inge Liedaerd (1975)
- Pastorale 1943 - Boerin Bovenkamp (1978)
- Een Pak Slaag - Juffrouw Jo (1979)
- Mensen Zoals Jij En Ik - De Bekering (1983), Konijn In Een Hoed (1985)
- De aanslag - Mevrouw De Graaff (1986)
- Dossier Verhulst - Betsie Groen (1986)
- Een nieuwe dood - Mary Lucas (1987)
- Mijn Idee - Vrouw in park (afl 17. het Fototoestel, 1989)
- Medisch Centrum West - Mevrouw Verdonk (1989)
- Recht voor z'n Raab - Berthe (1993)
- Toen was geluk heel gewoon - Mevrouw De Wit (1 episode, 1994)
- Baantjer - Mevrouw Huberts (De Cock en de moord op de moordenaar, 1995)
- Toen was geluk heel gewoon - Moeder Harmsen (1995, 1997-2000, 2004)
- Wet & Waan - Boeti van Bladeren (2003)
- Ernstige Delicten - Mevrouw Bos (2004)
- Zes minuten - Marjan (2004)
- Keyzer & De Boer Advocaten - Mevrouw Van Tellingen (Afl. Waar rook is, is vuur, 2005)
- Spoorloos verdwenen - Esther Wijnstok, Sarah Neuman (2007)
- Maria in Campis - een mystieke zoektocht door het verleden van Assen - Mevrouw Maria Koetsier (2009)
- Bloedverwanten - moeder van Eva (verschillende afleveringen, 2010)

- International Standard Name Identifier: 0000 0001 3277 6485
- Nederlandse Thesaurus van Auteursnamen: 067941311
- Virtual International Authority File: 283217280
- WorldCat: E39PBJqvTBKk47hqXxdP6MGrbd